# Piotr de Brion
Piotr de Brion – pułkownik gwardii Jana Kazimierza.
Źródła stwierdzają jego służbę od 1663 roku, początkowo na stanowisku dowódcy rajtarii. Brał udział w kampanii przeciw Rosji w 1663 roku, podczas oblężenia Głuchowa w 1664 roku został ranny. Następnie brał udział w rokoszu Lubomirskiego po stronie króla. 4 września 1665 wpadł w niewolę rokoszan. Ponownie znalazł się na służbie królewskiej i w bitwie pod Mątwami był dowódcą regimentu dragonii. Na tym stanowisku zostawał do końca 1667 roku.
Prawdopodobnie w 1668 wystąpił ze służby w związku z abdykacją Jana Kazimierza.